# Leonardo da Vinci (Schiff, 1960)
Die Leonardo da Vinci war ein 1960 in Dienst gestellter Transatlantik-Passagierdampfer der italienischen Reederei Italia – Società di Navigazione (Italian Line). Er wurde als Ersatz für die 1956 untergegangene Andrea Doria gebaut und stellte eine modernisierte und vergrößerte Version dieses Schiffes dar. Sie blieb bis 1978 im Dienst und wurde 1980 durch ein Feuer zerstört.

## Vorgeschichte
Der Zweite Weltkrieg hatte der Italia – Società di Navigazione den Verlust ihrer beiden größten und prestigeträchtigsten Schiffe, die Rex und die Conte di Savoia, gebracht. Alle Schiffe der Reederei, die den Krieg überstanden hatten, stammten aus den 1920er Jahren und waren nach Kriegsende veraltet. Um wieder im internationalen Transatlantikverkehr mithalten zu können, wurden Anfang der 1950er Jahre die beiden neuen Schiffe Andrea Doria (29.083 BRT) und Cristoforo Colombo (29.191 BRT) gebaut. Sie sollten den guten Ruf der italienischen Handelsmarine wiederherstellen. Die Reederei erhielt jedoch einen schweren Schlag, als die Andrea Doria im Juli 1956 nach nur drei Dienstjahren nach einer Schiffskollision vor Nantucket unterging und 51 Menschen ums Leben kamen.
Die Cristoforo Colombo verkehrte dadurch allein auf der Nordatlantikroute. Direkt nach der Tragödie teilte sich der Vorstand der Reederei in drei Gruppen auf: Eine Gruppe kümmerte sich um die Aufrechterhaltung des Betriebs, eine andere verfolgte die dem Unglück folgende Untersuchung und die dritte beschäftigte sich mit der Planung eines Ersatzes für das verlorene Schiff. Um Zeit zu sparen, wurden als Vorlage einfach die Baupläne der Andrea Doria genommen. Der Neubau wurde jedoch etwas größer angelegt und mit erweiterten Sicherheitsausstattungen und einigen Innovationen versehen.

## Das Schiff
Das Ergebnis war das 33.340 BRT große Dampfturbinenschiff Leonardo da Vinci, das von der Schiffswerft Cantieri Navali Ansaldo di Sestri Ponente in Genua gebaut wurde. Die Leonardo da Vinci war 233,9 Meter lang, 28,1 Meter breit und hatte einen maximalen Tiefgang von 9,55 Metern. Sie konnte 1326 Passagiere befördern, davon 413 in der Ersten Klasse, 342 in der Kabinenklasse und 571 in der Touristenklasse. Das Schiff wurde von vier Dampfturbinen der Bauwerft angetrieben, die zusammen 38.792 PS (28.512 kW) leisteten. Die durchschnittliche Reisegeschwindigkeit lag bei 23 Knoten, die Höchstgeschwindigkeit bei 25,5 Knoten.
Da man aus dem Unglück der Andrea Doria gelernt hatte, wurde die Leonardo da Vinci mit höheren wasserdichten Schotten versehen, und der Maschinenraum wurde in zwei Abteilungen aufgeteilt, die unabhängig voneinander arbeiten konnten und auf jeweils einen der beiden Propeller wirkten. Weiterhin hatte das Schiff Bootskräne (Davits), die Rettungsboote auch bei einer Schlagseite von 25 Grad aussetzen konnten. Die Rettungsboote waren zudem motorisiert. Zu den Annehmlichkeiten des Schiffs gehörten beheizte Schwimmbecken, Klimaanlagen und private Badezimmer in allen Kabinen der Ersten Klasse und der Kabinenklasse sowie in 80 % der Kabinen der Touristenklasse. Die Aufenthaltsräume wurden von namhaften italienischen Architekten, Designern und Malern ausgestattet, darunter Vincenzo Monaco, Amedeo Luccichenti, Gustavo Pulitzer, Emanuele Luzzati und Felice Casorati.
Die Leonardo da Vinci erwies sich wie die Andrea Doria und die Cristoforo Colombo als recht instabil bei rauer See. Wegen ihrer Größe trat dieses Problem sogar noch mehr hervor. Aus diesem Grund wurden 3000 Tonnen Eisen in ihrem Schiffsrumpf verteilt, um sie stabiler und seetauglicher zu machen. Dies wiederum ging auf Kosten der Höchstgeschwindigkeit, und der Kraftstoffverbrauch stieg drastisch an.

## Einsatzgeschichte
Die Leonardo da Vinci lief am 7. Dezember 1958 vom Stapel und wurde von Carla Gronchi, der Ehefrau des amtierenden italienischen Präsidenten Giovanni Gronchi, getauft. Am 19. März 1960 wurde das Schiff fertiggestellt. Seine erste Einsatzfahrt war eine Kreuzfahrt. Am 30. Juni 1960 lief sie in Genua unter dem Kommando von Kapitän Amando Pinelli zu ihrer Jungfernfahrt nach New York via Cannes und Neapel aus. In New York erhielt das Schiff den üblichen festlichen Empfang, den jedes Schiff erhielt, das zum ersten Mal in diese Stadt einlief.
Nachdem 1965 die beiden neuen Flaggschiffe der Reederei, die Michelangelo (45.911 BRT) und die Raffaello (45.933 BRT), in Dienst gestellt worden waren, wurde die Leonardo da Vinci von der Transatlantikroute abgezogen und fast nur noch für Kreuzfahrten verwendet. Sie unternahm diese Fahrten hauptsächlich ins Mittelmeer, aber auch in die Karibik sowie nach Süd- und Nordamerika. Die Mehrheit der Kabinen der Touristenklasse wurden als zu spartanisch für Kreuzfahrten eingeschätzt und wurden meistens nicht vergeben, was die Profitabilität des Schiffs einschränkte. 1966 wurde der bis dahin schwarzweiße Rumpf in den neuen Farben der Reederei gestrichen: Komplett Weiß mit einer dekorativen grünen Linie. Im Februar 1970 unternahm die Leonardo da Vinci die längste Kreuzfahrt ihrer Laufbahn, eine 41-tägige Rundfahrt vom Mittelmeer nach Hawaii und zurück via Panamakanal.
Mit zunehmender Konkurrenz durch den kommerziellen Luftverkehr entschied die Italian Line 1975, die Michelangelo und die Raffaello nach nur zehn Jahren außer Dienst zu stellen. Die Leonardo da Vinci kehrte noch einmal kurz auf die Nordatlantikroute zurück, wurde aber im Juni 1976 ebenfalls außer Dienst gestellt und aufgelegt. Im Jahr darauf wurde die Leonardo da Vinci noch einmal für die Italia Crociere, eine Tochtergesellschaft der Italian Line mit Schwerpunkt auf Kreuzfahrten, reaktiviert und auf die Linie von Miami nach Nassau gesetzt. Für diesen Service war sie jedoch zu groß und zu kostenintensiv und wurde im September 1978 endgültig aus dem Verkehr gezogen.

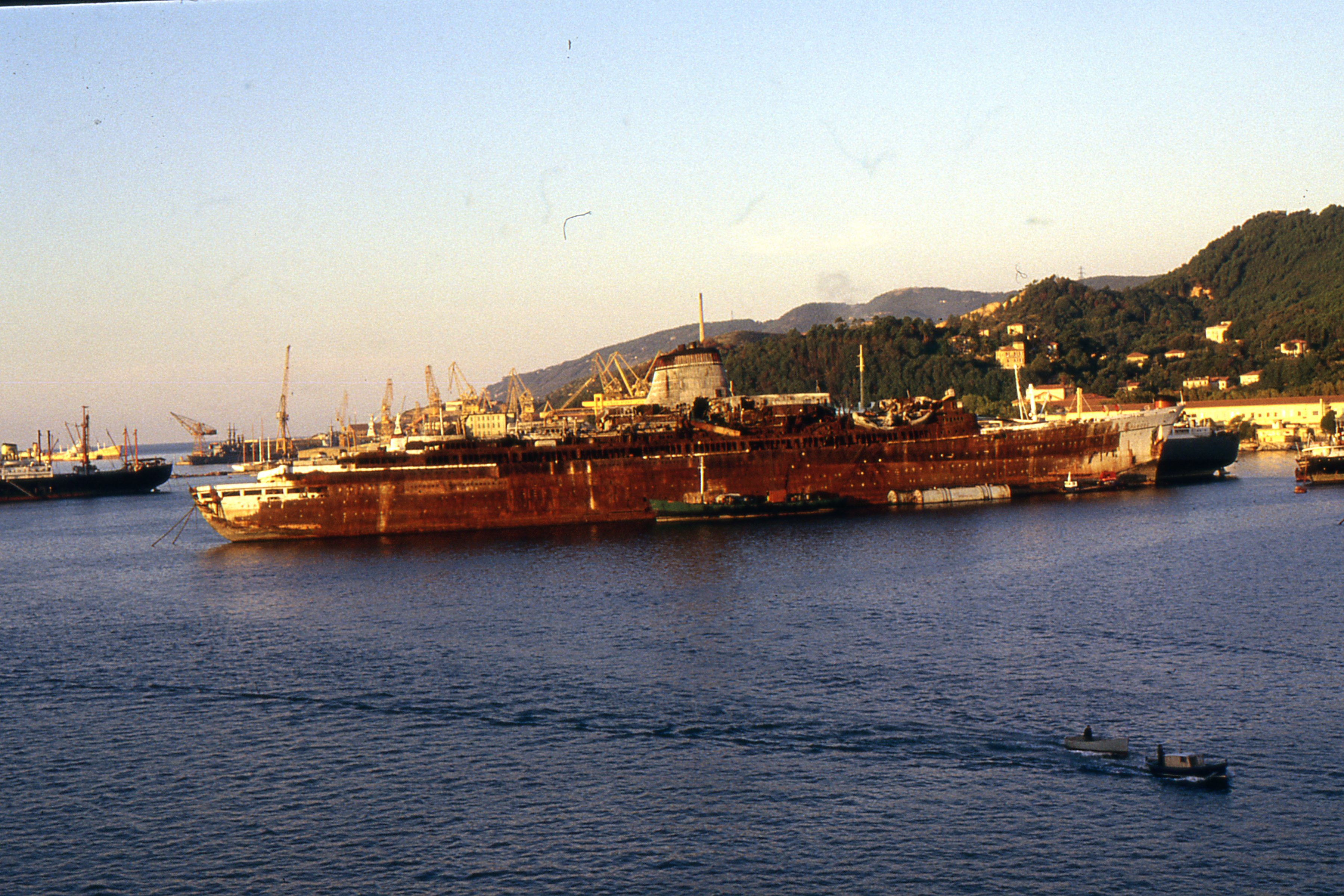
das Wrack der Leonardo da Vinci in La Spezia, Januar 1982

## Das Ende
Nach der Ausmusterung wurde das Schiff in La Spezia aufgelegt, wo am 4. Juli 1980 ein Brand an Bord ausbrach, der vier Tage anhielt. Die Leonardo da Vinci brannte vollständig aus und kenterte schließlich. Die ausgebrannte Hülle wurde zum Haupthafen geschleppt, wieder aufgerichtet und für den vergleichsweise geringen Preis von einer Million US-Dollar zum Abbruch verkauft (das Schiff war für 7 Millionen US-Dollar versichert gewesen). Im Mai 1982 wurde die Leonardo da Vinci bei der Abbruchwerft Cantieri Navali Lotti in La Spezia verschrottet.